# Lichen
Lichenii sunt un grup aparte de organisme, rezultate în urma conviețuirii permanente dintre o ciupercă (ascomicetă sau mai rar o bazidiomicetă) și o algă verde sau o algă albastră. Au nutriție saprofită. Corpul vegetativ rezultat (talul) este total diferit morfologic, structural și fiziologic față de cei doi parteneri care participă la simbioză. Trăiesc în unele din cele mai dificile condiții de pe Terra în tundra arctică, deșerturi, coaste stâncoase, la înălțimi mari sau în anumite zone toxice (deșeuri de mine).
Lichenii sunt un grup specific de organisme inferioare. Corpul lor e de dimensiuni mici și poate avea diferite forme. Deosebim licheni crustacei, strâns lipiți de substrat, frunzoși sau foliacei și arborescenți, fixați de substrat cu baza.
Se cunosc peste 20000 de specii de licheni, care cresc pe scoarța copacilor, pe pământ, pe stânci golașe. 
La exterior lichenii par a fi un singur organism, în realitate însă prezintă o conviețuire a două organisme - alga verde sau albastră unicelulară și ciuperca pluricelulară.

## Tipuri de lichen
- Licheni gelatinoși. Talul gelatinos are aspect subțire, membranos și foarte friabil la uscăciune și gros, gelatinos în stare umedă. Consistența talului umed se datorează tecii mucilaginoase a componentei algale (alga albastră; ex. Nostoc sp.) care este foarte dezvoltată și în care sunt înglobate hifele ciupercii(Collema sp).

- Licheni crustoși. Tal sub formă de crustă ce aderă puternic de suprafața substratului sau este încrustat în acesta (suprafața stâncilor, trunchiul arborilor). În numeroase cazuri constituie singuri vegetația stâncilor golașe.

- Licheni frunzoși (foliacei). Tal lamelar, foliaceu (de aspectul unei frunze) cu simetrie dorso-ventrală, fixat parțial de substrat (sol, scoarța arborilor) cu ajutorul unor hife asemănătoare unor rizoizi (rizine); corpul său sau cel puțin marginile sunt ridicate de pe substrat.

- Licheni tufoși (fruticuloși). Au aspectul unor tufe mici și ramificate, verticale sau pendule cu simetrie radiară. Când sunt foarte lungi și subțiri au aspect filamentos. Culoarea talului, criteriu important în determinarea speciilor este foarte variată: albă, galbenă, cenușie, brună, neagră, verde, albăstruie, roșie etc.

După natura substratului pe care trăiesc lichenii pot fi: saxicoli (pe stânci),  endolitici (cresc în masa stâncii) și epilitici (cresc pe suprafața rocilor); corticoli (pe trunchiul și ramurile arborilor),  endofloiodici (cresc în grosimea scoarței) și epifloiodici (cresc pe suprafața scoarței); tericoli (cresc pe diferite tipuri de sol); lignicoli (pe lemne și putregaiuri); muscicoli (pe mușchi), acvatici (sunt extrem de rari) etc.
Înmulțirea lichenilor se realizează în general pe cale vegetativă (fragmente de tal). Ciuperca constitutivă se poate înmulți și asexuat prin spori, formând corpuri sporifere: apotecii (frecvent) și peritecii. Apoteciile se prezintă ca niște mici discuri, cu diametrul de câțiva milimetri, ce se prind de tal printr-un picioruș (podețiu). Culoarea apoteciilor variază, fiind de obicei diferită de cea a talului pe care se formează. În apotecii se formează spori care eliberați germinează, dând naștere la hife de ciupercă. Dacă aceste hife întâlnesc alga corespunzătoare, vor da naștere unui nou lichen.

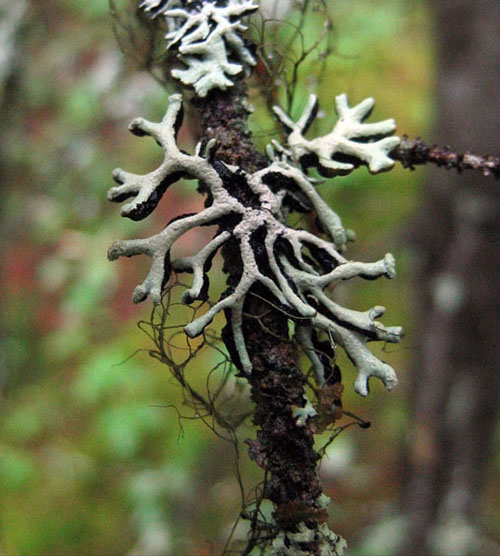
Hypogymnia cf. tubulosa cu Bryoria sp. și Tuckermannopsis sp.

## Utilizări
Lichenii sunt utilizați ca materie primă în diferite ramuri industriale: farmaceutică, alimentară, chimică. Utilitatea lor se datorează numărului foarte mare de substanțe chimice pe care le formează în cadrul proceselor metabolice, substanțe cunoscute sub numele de acizi lichenici (termen impropriu deoarece, cu toate că majoritatea acestor substanțe au o reacție acidă, ele nu au compoziția acizilor).
Lichenii au fost definiți ca pionieri ai vegetației deoarece sunt primii care se instalează în stațiuni improprii pentru alte grupe de plante. Prin intermediul acizilor lichenici, care au o accentuată acțiune corozivă, lichenii reușesc să dezagrege rocile și să contribuie astfel la formarea unui strat subțire de sol, pe care ulterior se pot instala alte organisme vegetale. Procesul de terraformare a unor alte plante poate începe prin implementarea lichenilor.
Datorită sensibilității lor deosebite, lichenii constituie indicatori valoroși ai gradului de poluare al atmosferei ca și ai unor condiții ecologice staționare.

## Efecte negative
Lichenii crustoși contribuie la distrugerea ritidomului arborilor; lichenii foliacei și fruticuloși sufocă plantele prin blocarea funcției stomatelor și asigură condiții optime pentru dezvoltarea unor paraziți animali periculoși. Lichenii au proprietatea de a concentra în talurile lor o mare cantitate de substanțe radioactive; în acest context animalele din regiunile polare care consumă acești licheni concentrează la rândul lor doze însemnate de elemente radioactive care devin periculoase în special pentru populațiile umane care se hrănesc cu carnea acestora.